# Broekbos (Voeren)
Het Broekbos is een bosgebied in de gemeente Voeren in de Belgische provincie Limburg. Het bos is een hellingbos en ligt op de noordelijke helling van het Voerdal op de rand van het Plateau van Margraten. Het ligt ten zuidwesten van De Plank en ten noorden van Veurs.
Het bos ligt op de noordhelling van het beekdal van de Veurs. Ten zuidoosten van het Broekbos ligt het Veursbos op een heuvelrug. In het zuiden ligt aan het overzijde van het dal van de Veurs het Vrouwenbos. Ten westen van het Broekbos ligt een klein dalletje met beekje bij Kwinten, uitmondend in de Veurs. Daar weer ten westen van ligt de Schoppemerheide.